# Mark Tkaciuk
Mark Tkaciuk (Tkachuk născut pe 26 septembrie 1966) este un politician, istoric, arheolog și antropolog din Moldova. A fost deputat în Parlamentul Republicii Moldova și a jucat un rol activ în viața politică și academică a țării.

### Tinerețea și educația
Tkaciuk s-a născut în 1966 în Soroca, RSS Moldovenească și a crescut în satul Elizavetovca din raionul Dondușeni. Tatăl său, Evgheni, de origine ucraineană, a fost jurnalist, iar mama sa, Azniv, are rădăcini armene-Hemșin.
A absolvit Facultatea de Istorie la Universitatea de Stat din Moldova, continuându-și studiile la Academia Rusă de Științe (1992–1994). În această perioadă, a fost afiliat Confederației Anarho-Sindicaliste, o mișcare de extremă stânga.
Cariera politică
Tkaciuk s-a alăturat Partidului Comuniștilor din Republica Moldova (PCRM) la începutul anilor 2000, devenind consilier pe politici interne al președintelui Vladimir Voronin (2001-2008). A jucat un rol central în modernizarea partidului și în negocierea aderării acestuia la Partidul Stângii Europene. Tkaciuk este cunoscut pentru susținerea integrării Moldovei în Uniunea Eurasiatică și pentru promovarea relațiilor strânse cu Rusia, poziții care i-au adus atât sprijin, cât și critici.
În 2005 și 2006, revista VIP Magazin l-a inclus pe Tkaciuk în lista celor "mai influenți moldoveni", ocupând locurile 11 și, respectiv, 6.
După 2009, odată cu trecerea PCRM în opoziție, Tkaciuk a început să promoveze reforme interne, pledând pentru transformarea partidului într-o formațiune de stânga europeană modernă. Datorită influenței sale asupra direcției partidului, a fost supranumit "eminența cenușie" a PCRM până la plecarea sa în 2014.
În același an, Tkaciuk și-a anunțat retragerea din politică.
Tkaciuk a revenit în politică în 2019, cofondând Partidul Acțiunii Comune – Congresul Civic alături de Iurie Muntean. Partidul promovează politici de stânga, axate pe drepturile civice și muncitorești, și a adoptat o poziție moderat critică atât față de agendele pro-europene, cât și față de cele pro-ruse. Accentul este pus pe modernizarea responsabilă și economia socială de piață.
În 2024, el l-a susținut pe Alexandr Stoianoglo la alegerile prezidențiale.   
În 2025, Tkaciuk, împreună cu Ion Chicu, Alexandr Stoianoglo și Ion Ceban, a anunțat fondarea blocului politic "Alternativa", care promovează integrarea europeană a Republicii Moldova.

### Contribuții academice

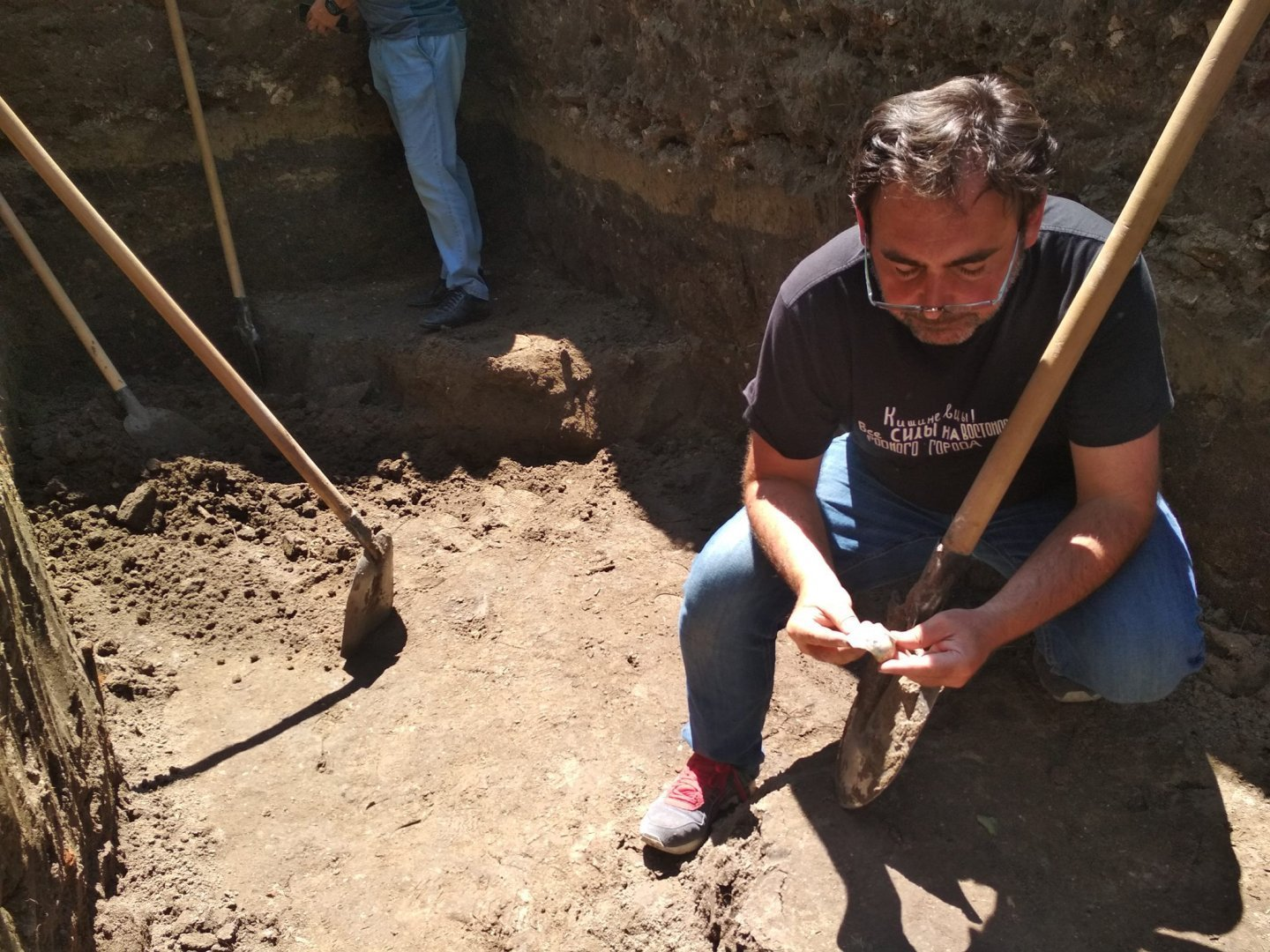
Tkaciuk în timpul unei săpături arheologice în Chișinău

În 1998, Tkaciuk a fondat Școala Antropologică Superioară, o instituție de învățământ axată pe istorie, arheologie și științe exacte. În paralel, a devenit redactor-șef al revistei academice Stratum Plus, un jurnal de prestigiu (Q1) specializat în istorie și arheologie.
A desfășurat săpături arheologice în diverse locații din Moldova și a organizat prima săpătură arheologică a unui mormânt în Chișinău. De asemenea, a participat la proiecte arheologice în Ucraina și Bulgaria.
În 2016, a înființat Biblioteca Publică Academică a Civilizației, denumită în onoarea istoricului Marc Bloch, cu o colecție inițială de 50.000 de cărți. Specialiști renumiți în arheologia regiunii și-au donat arhivele personale bibliotecii, printre care Bernhard Hänsel, profesor la Universitatea Liberă din Berlin, care a lăsat moștenire 1.000 de cărți. Biblioteca găzduiește conferințe, dezbateri și întâlniri în format think-tank.
În 2018, a lansat primul ghid audio despre Moldova, bazat pe lucrări istorice.
Tkaciuk a realizat o serie de filme istorice în colaborare cu Newsmaker, în cadrul proiectului special "Общий язык" (Limbaj Comun) din 2019. Seria explorează trecutul imprevizibil al Moldovei, acoperind perioade din Epoca de Piatră până în secolul al XIV-lea.
- Primul episod, „Două umanități”, analizează întâlnirea dintre neanderthalieni și Homo sapiens acum aproximativ 50.000 de ani.
- Al doilea episod, „66 de generații”, se concentrează pe cultura Cucuteni-Tripolie, una dintre cele mai avansate civilizații preistorice din Europa.
- Al treilea episod, „Există convergențe ciudate”, explorează conflictele culturale dintre sciți, traci, geți și grecii antici în regiunea nordică a Mării Negre, în primul mileniu I.Hr.[19]

De asemenea, a fondat o nouă Facultate de Științe Sociale în cadrul Școlii Antropologice Superioare, în colaborare cu Universitatea din Manchester și Șaninka (Moscova). Cu toate acestea, proiectul a fost afectat de criza politică generată de capturarea oligarhică a statului și de impactul pandemiei de COVID-19, ceea ce a dus la abandonarea inițiativei în faza finală.